# Тершаковец, Зиновий Григорьевич
Зиновий Григорьевич Тершаковец (псевд. «Лысый», «Федор», «Чагрив», «Червень», «Чигирин»; укр. Зиновій Григорович Тершаковець; 19 августа 1913, с. Акимчицы, Галиция, Австро-Венгрия (ныне в Комарновской общине Львовского района Львовской области Украины) — 4 ноября 1948, близ пос. Великий Любень Львовской области) — видный деятель ОУН, руководитель Львовского краевого провода ОУН (1946—1948), и. о. командира Львовского военного округа УПА «Буг», майор-политвоспитатель УПА (посмертно).

## Биография
Родился в семье общественного деятеля, депутата (посла) Галицкого сейма Г. Тершаковца. В 1931—1933 годах изучал право в Люблинском, затем во Львовском (1933—1936) университетах.
С 1930 года — член Организации украинских националистов, один из организаторов подпольной сети ОУН в районе г. Комарно.
В 1939 был арестован польской полицией. В том же году, в связи с началом второй мировой войны, освобожден. С октября 1939 районный руководитель (проводник) ОУН на Холмщине, позже областной референт пропаганды Холмщины.
В 1940—1941 и 1944 работал в главном отделе пропаганды ОУН, повятовый проводник Городокского района (1942—1944), областной (затем окружной) руководитель ОУН Дрогобычской области (конец 1944 — август 1945), заместитель руководителя ОУН Карпатского края (август 1945 — начало 1946).
В начале 1946 года руководитель ОУН(б) Р. Шухевич назначил З. Тершаковца руководителем Львовского краевого провода ОУН.
После своего назначения З. Тершаковец активизировал деятельность бандеровского движения на вверенной ему территории: только по Львовской области в 1947—1948 годах было совершено 635 акций, в результате которых было убито 853 советско-партийных работников и мирных граждан. По указанию З. Тершаковца в сентябре 1948 г. во Львове был убит организатор и вдохновитель Львовского собора по объединению греко-католической и православной церквей священник, доктор Г. Костельник, а в октябре 1948 года в с. Новый Яр Яворовского района убита депутат Верховного Совета УССР М. Р. Мацко.
В связи с активизацией деятельности групп ОУН в МГБ УССР при участии УМГБ Львовской области была разработана операция по розыску, захвату или ликвидации З. Тершаковца («Федора»). В результате проведения комбинированных агентурно-войсковых мероприятий в лесном массиве у Великого Любеня была обнаружена группа З. Тершаковца. Принятыми мерами она была блокирована, и после полуторачасового боя ликвидирована. При этом четверо бандеровцев были убиты, одному, раненому, в темноте удалось скрыться.
Проведенным опознанием было установлено, что одним из убитых является Зиновий Тершаковец по кличке «Федор».
При убитом кадровом оуновском нелегале З. Тершаковце чекисты обнаружили оуновские документы, из которых следовало, что Львовский краевой провод ОУН играл ведущую роль в подрывной и террористической деятельности против Советской власти на территории Западной Украины, а в самом Львове З. Тершаковец создал широко разветвленную организационную сеть среди местной интеллигенции, которая выполняла различные задания руководителей подполья разведывательного и пропагандистского характера.

## Память
- В настоящее время одна из улиц г. Львова носит имя отца и сына Тершаковцев.